# Peul
Cet article concerne la langue peul. Pour le peuple peul, voir Peuls.
 (octobre 2016).
Améliorez-le ou discutez des points à vérifier. 
 (octobre 2016).

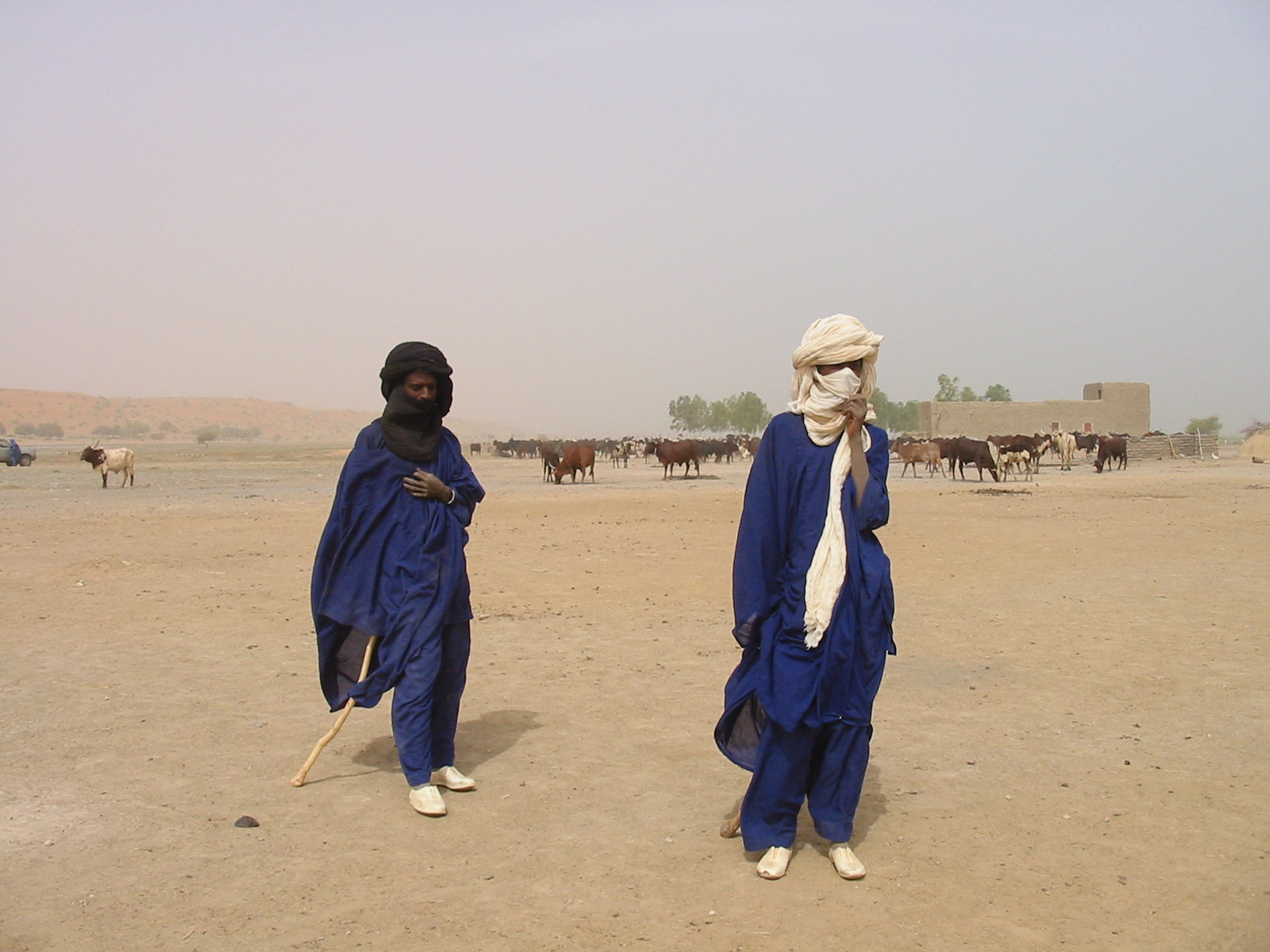
Des éleveurs peuls, groupe ethnique d'Afrique.

Le peul, parfois orthographié peulh et aussi appelé fulfuldé ou pular (pulaar), est la langue maternelle des ethnies peules et apparentées, et aussi une langue seconde employée en Afrique de l'Ouest notamment comme langue véhiculaire par d'autres ethnies africaines. Elle est parlée dans une vingtaine d’États, dans des zones disparates, en Afrique de l'Ouest et au Sahel ainsi qu'en Afrique centrale. Aucune autre langue en Afrique de l'Ouest ne couvre d'aussi vastes étendues, même si les variantes dialectales sont nombreuses, du pulaar sénégalais au fulfulde centrafricain.

## Noms de la langue
- pulaar au Fuuta Tooro (Sénégal, Mauritanie)
- pular au Fouta Djalon (Guinée) et dans la région du Fouladou (sud-ouest du Sénégal, Guinée-Bissau)
- fulfulde (en alphabet adlam : 𞤊𞤵𞤤𞤬𞤵𞤤𞤣𞤫) aux régions orientales (type Adamawa au Cameroun), Mali, Niger, Burkina Faso, Bénin, Tchad, Soudan.

Traditionnellement, les Français désignent cette langue sous le nom de « peul » ou « poular », tandis que les Anglais disent « fulfuldé » et les Allemands « Fulsprache » (les deux termes sont dérivés du terme fula désignant le peul dans les langues mandingues).
Le terme français peul vient du wolof pël, lui-même provenant du peul Pullo (forme du singulier pour « un Peul »).
Les termes fula et fulani, employés parfois en anglais, sont empruntés respectivement au mandingue et à l'arabe (الفولاني, al-fūlānī), via le haoussa. Le terme fulani est employé pour désigner indifféremment le peuple ou la langue par les Haoussas et les Arabes.
Les haal-pulaaren ou halpoularen (en adlam : 𞤸𞤢𞤤𞤵𞤨𞤵𞤤𞤢𞥇𞤪) sont les personnes « foulaphones » (littéralement « parle-peul »), du verbe haal-de « parler ». La forme plurielle haal-pulaaren présente le suffixe du pronom objet pluriel -en « nous » (inclusif).

## Description
Le peul est une langue analytique.

### Répartition
Le peul est parlé par un très grand nombre de locuteurs en Afrique de l'Ouest et au Sahel (notamment Sénégal, Mali, Mauritanie, Gambie, Guinée, Niger, Burkina Faso, Tchad, Nigeria, Ghana, Sierra Leone et jusqu'au Soudan), et en Afrique centrale (Cameroun et République centrafricaine), mais sa répartition est disparate : blocs homogènes qui sont les héritages des grandes formations étatiques peules anciennes, petits noyaux isolés au sein d'autres populations, diaspora de groupes pasteurs nomades en raison des aires de peuplement et linguistiques qui ne se recoupent pas toujours. Ces disparités ont plusieurs causes et conséquences : alors que certains Peuls ont délaissé leur langue, des non-Peuls ont adopté la langue et la culture peules tandis que le peul est devenu langue véhiculaire ailleurs.
L'extension du peul sur un espace aussi vaste, à savoir dix-neuf pays, rend très difficile la détermination précise du nombre de locuteurs, estimé en général à plus de 60 millions de locuteurs.
Selon le chercheur anglais D. W. Arnott, on peut distinguer aux moins six aires dialectales du peul d'après leurs systèmes nominaux et verbaux, dans leur région d'origine de l'Afrique subsaharienne occidentale, le Sahel de la côte atlantique centrale au fleuve Niger :
- le peul du Fouta-Toro (nord-est du Sénégal et Mauritanie) ;
- le peul du Fouladou (sud du Sénégal, Guinée-Bissau) ;
- le peul du Macina (Mali, Côte d'Ivoire et nord du Ghana) ;
- le peul de l'Adamaoua (zone frontalière entre le Nigeria et le Cameroun) ;
- le peul du Niger centre-oriental (zone centrale du nord du Nigeria et Niger oriental) ;
- le peul du Fouta-Djalon (centre et nord-ouest de la Guinée, l'est de la Guinée-Bissau).

Les linguistes actuels (et la norme ISO 639) fusionnent les trois dernières en tant que variétés des autres aires dialectales (considérées comme langues séparées) en incluant d'autres critères de classification dont l'intelligibilité mutuelle actuelle, considérée plus importante aujourd'hui que les seuls phylums linguistiques historiques, mais ajoutent six autres aires dialectales (ou langues) assez différentes du fait de l'extension plus tardive des Peuls vers des régions où se sont mêlées d'autres langues :
- le pulaar (principalement au Sénégal, mais aussi en Guinée, en Guinée-Bissau, en Gambie, au Mali et en Mauritanie), intégrant le peul du Fouta-Toro et le peul du Fouladou dans un continuum dialectal
- le pular (principalement en Guinée, mais aussi en Guinée-Bissau, au Mali et en Sierra Leone), intégrant le peul du Fouta-Djalon
- le peul du Niger occidental (dans la zone ouest du Niger et du Sokoto au nord-ouest du Nigeria)
- le peul (ou fulina) des États haoussas (dans la zone est de la région de l'ancien empire peul de Sokoto, au nord et nord-est du Nigeria)
- le peul du Baguirmi (au Tchad)
- le peul de Borgou (au Burkina Faso)

La langue peule change de nom selon les régions. Les multiples migrations que connurent ces ancêtres peuls eurent pour conséquences le relâchement de leurs contacts mais aussi la fragmentation dialectale de leur langue. Cependant, malgré cette diversité dialectale, le peul est une seule et unique langue. Le peul est une langue difficile, elle est simplifiée par les locuteurs d'autres langues qui sont à son contact. Il se forme alors un pidgin peul.
| Pays          | Langue off. | % popul. | Nb. de locuteurs |
| ------------- | ----------- | -------- | ---------------- |
| Burkina Faso  | non         | 9,7 %    | 2 255 000        |
| Bénin         | non         | 5,2 %    | 713 000          |
| Cameroun      | non         | 9,6 %    | 2 750 000        |
| Gambie        | non         | 15,2 %   | 422 000          |
| Guinée        | non         | 38,6 %   | 5 478 000        |
| Guinée-Bissau | non         | 28 %     | 630 000          |
| Mali          | oui         | 7,0 %    | 1 631 000        |
| Mauritanie    | non         | 1,2 %    | 58 000           |
| Niger         | non         | 9,7 %    | 2 639 000        |
| Nigeria       | non         | 7,0 %    | 15 666 000       |
| Sénégal       | non         | 20,7 %   | 3 677 000        |
| Sierra Leone  | non         | 3,8 %    | 334 000          |

### Description
Le vocabulaire emploie l'orthographe qui est normalisée et fait appel à un alphabet latin complété des lettres suivantes :
- [ɓ] et [ɗ] sont respectivement proches de [b] et [d] mais, elles sont implosives ;
- n se prononce [ng] et s'écrit aussi parfois ainsi ;
- Y est voisin d'un [j] « glottalisé » (prononcé plus en arrière).

Le peul possède certains points communs avec les langues bantoues, à savoir les classes nominales. Toutefois contrairement au bantou, ces classes sont marquées par des suffixes et non des préfixes. Il existe 18 classes nominales en peul.
Le peul présente le plus grand nombre d'affixes du singulier (16), comparativement aux affixes du pluriel. Une autre particularité originale du peul est de pratiquer un changement de la consonne initiale quand le nom passe du singulier au pluriel : il y a donc simultanément deux modifications, le changement de la consonne initiale et le changement du suffixe de classe. Le nom devient ainsi quasi méconnaissable. Ainsi, « un Peul » se dit pullo (c'est l'origine du mot peul) mais au pluriel [p] se change en [f] et le suffixe de classe [o] devient [ɓe] : le pluriel est donc : fulɓe. De même, « un mari » ou « homme » se dit gorko, et « des maris » ou « des hommes », worɓe. L'alternance de consonnes entre singulier et pluriel des noms de personnes s'effectue souvent en sens inverse pour les noms de choses ou d'animaux. Ainsi à l'exemple précédent, le g du singulier donne un w au pluriel, mais wuro (le village) donnera gure au pluriel. Comme dans toutes les langues à classes, l'adjectif est placé après le nom aussi bien en ce qui concerne la première consonne que le suffixe. Les noms de nombres s'accordent également selon le même principe. On aura ainsi :
- nagge woote : une vache (vache : nagge)
- ngaari ngootiri : un bœuf (bœuf : ngaari)
- ɗerewol gootol : un papier (papier : ɗerewol)

Les 15 autres suffixes du singulier doivent être appariés à l'un des deux suffixes de pluriel restants (-De) ou (-Di) :
- Loo-nde (Jarre) - Loo-ɗe (Jarres)
- Ɓow-ngu (Moustique) - Ɓow-ɗi (Moustiques).

Les verbes en peul ont un infinitif : il se caractérise par la terminaison -go dans le dialecte oriental (Nigeria et Cameroun) et -de dans le dialecte occidental (Guinée, Sénégal).
La personne est indiquée par le pronom personnel mais le verbe reste invariable, à cela près que la première consonne du verbe est également soumise à un changement selon que le sujet est singulier ou pluriel.
Les temps du verbe se forment en ajoutant au radical différentes terminaisons. Une autre série de terminaisons forme les temps négatifs.
Ces formes verbales s'accompagnent de règles d'accentuation. Parfois l'accentuation seule permet de distinguer deux formes verbales, un peu comme en espagnol, l'accentuation seule permet de distinguer la 1re personne du singulier de l'indicatif présent de la 3e du passé simple.
D'autres suffixes forment les verbes dérivés tels que les verbes factitifs, réciproques, intensifs, etc.
En ce qui concerne l'ordre des mots dans la phrase simple, il est le suivant :
- sujet + verbe + complément indirect + complément direct.

Le nombre suit le nom des objets comptés.
La numération est de type décimale (elle fut peut-être autrefois, comme pour beaucoup de langues, quinaire).
Le peul utilise des prépositions, parfois deux à la suite pour préciser le sens. (Les exemples ci-dessus sont tirés du dialecte oriental, le fulfulde funangere ; le peul occidental ou pular [poular] n'en diffère que très légèrement, par la terminaison des infinitifs et quelques changements mineurs de lettres initiales).
Le peul illustre une caractéristique commune aux langues nigéro-congolaises ; les suffixes diminutifs et augmentatifs indiquant la taille ou la valeur. Ces suffixes secondaires remplacent alors les suffixes normaux « primaires ».
Contrairement à d'autres langues nigéro-congolaises, le peul n'est pas une langue à tons.
À côté de cette langue d'usage courant subsiste un peul littéraire qui joue parfois le rôle de langage secret ; il comporte l'utilisation d'infixes.

## Écriture
Le peul est écrit avec l’alphabet latin, l’alphabet arabe ou encore l’alphabet adlam. Cependant, seules les orthographes utilisant l’alphabet latin ont un statut officiel.

### Alphabet latin
Le premier alphabet latin pour l’écriture du peul est développé dans les années 1930, notamment pour le dictionnaire de F.W. Taylor en 1932.
En 1966, l’Unesco organise une rencontre pour l’uniformisation des langues nationales à Bamako qui aboutit à la transcription dite de Bamako.
L’écriture peule, après avoir hésité pendant plus d’un siècle entre le caractère arabe « adjami » et le caractère latin, a fini par adopter ce dernier, qui intègre des signes spécifiques au peul : Ɓɓ, Ɗɗ, Ŋŋ, Ƴƴ ... Ce choix de caractère a été validé, à l’occasion d'un colloque international de Bamako, organisé du 28 février au 5 mars 1966, sous l’égide de l’Unesco, avec le concours de professeurs et autres acteurs de la langue, tels que Amadou Hampathé Bah, Alfa Ibrahima Sow, David W. Arnott, P.F. Lacroix, Vincent Monteil, Oumar Bah. Depuis cette rencontre, le pular/fulfulde a un alphabet harmonisé, standardisé, généralisé et accepté comme seule référence partout dans le monde peul ; mettant ainsi fin à une sorte d’anarchie  calligraphique qui régnait entre les poularisants.
Présente dans 23 pays d’Afrique, elle est parlée par plus de 70 millions de personnes à travers le monde. L’importance de la diaspora peule et sa présence sur les cinq continents, avec une forte concentration en Europe, aux États-Unis, dans les pays arabes et tout récemment en Chine participent à l’essor de la langue.
L’alphabet latin utilisé pour l’écriture du peul varie selon le pays : Bénin, Cameroun, Guinée, Tchad.
| Majuscules | A | B | Mb | Ɓ | C | D | Nd | Ɗ | E | F | G | Ng | H | I | J | Nj |
| Minuscules | a | b | mb | ɓ | c | d | nd | ɗ | e | f | g | ng | h | i | j | nj |
|            |   |   |    |   |   |   |    |   |   |   |   |    |   |   |   |    |
| Majuscules | K | L | M  | N | Ŋ | Ɲ | O  | P | R | S | T | U  | W | Y | Ƴ | ʼ  |
| Minuscules | k | l | m  | n | ŋ | ɲ | o  | p | r | s | t | u  | w | y | ƴ | ʼ  |

- les voyelles longues sont doublées : ‹ aa, ee, ii, oo, uu ›.
- La lettre « c » se prononce comme un « tch » en français (maccuɓe se lit « matchouɓe ») ;
- La lettre « j » se prononce comme le son « di » en français (jooro se lit « diowro ») ;
- ‹ ɲ › est aussi écrit ‹ ny › avec l’alphabet général des langues camerounaises au Cameroun, ‹ n̰ › avec l’alphabet national au Tchad et ‹ ñ › avec l’orthographe normalisé au Sénégal.
- ‹ ƴ › est écrit ‹ ʼy › au Nigeria.
- ‹ Ɠ, ɠ › est utilisé en peul écrit avec l’alphabet national en Guinée.

### Alphabet arabe
L’ajami, appelé ajamiya en peul, est la langue peule écrite en caractères arabes.
La transcription varie toutefois d’une région à l’autre, surtout pour les phonèmes absents en arabe.
Dans les années 1960, le missionnaire norvégien Kristian Skulberg commence des recherches sur l’ajamiya au Cameroun. Ces travaux sont poursuivis par Ron Nelson et l’équipe de la radio Sawtu Linjila dans les années 1980. Une orthographe est bien établie depuis les années 1990 et est présentée à 100 délégués de 14 pays d’Afrique de l’Ouest à Ngaoundéré qui la jugent adéquate.
| ا  | ب  | ࢡ | ت | ج | ح | خ | د | ر | ز  | س | ش  |
| ص  | ط  | ع | غ | ڢ | ݠ | ک | ل | م | مب | ن | نج |
| ند | نغ | ݧ | ه | و | ي | ࢨ | ◌َ | ◌ٜ | ◌ِ  | ◌ٛ | ◌ُ  |

### Alphabet adlam
L’adlam est une écriture alphabétique inventée en 1989 par deux enfants guinéens. Cet alphabet est enseigné et utilisé dans des pays de Afrique de l'Ouest et aussi parmi la diaspora peul d'autres pays jusqu'en Europe et les États-Unis.

## Classification linguistique
D'anciennes hypothèses, aujourd'hui rejetées, assignaient au peul une origine chamite (Delafosse, 1904) — ou, de manière encore plus excentrique, dravidienne.
En 1946, Homberger fut le premier à relier le peul au groupe Niger-Congo. Aujourd'hui, le consensus scientifique classe le peul dans le groupe atlantique de la famille Niger-Congo, avec notamment le wolof ou le sérère.

### Emprunts et parents
La plupart des Peuls parlent ou comprennent plusieurs langues. De ce plurilinguisme découle une série de phénomènes liés aux contacts de langues. Le plurilinguisme est déjà ancien chez les Peuls, c'est le résultat du commerce et du déplacement (traversée) à l'intérieur d'aires linguistiques variées. Si l'on ne peut pas parler de sabirs, il faudra évoquer l'emploi de langues véhiculaires adoptées à différentes époques, et dans diverses aires culturelles. Il n'y a pas eu cependant de phénomène de diglossie.

#### Intégration morphologique des emprunts
Le peul est une langue caractérisée par l'existence de genres multiples dans lesquels s'intègrent tous les substantifs, tout substantif appartenant à une autre langue doit être adopté par un genre avant de s'intégrer dans le système. Cette intégration se fait sur la base d'une analogie de forme plutôt que sur la base d'une analogie de sens (l'analogie de sens relève souvent d'une parenté d'autant plus qu'elle est accompagnée d'une analogie de forme). En peul chaque emprunt est considéré comme une forme radicale qui attend son morphème de classe. Ce fait est pertinent en peul : exemple les syntagmes nominaux (déterminant + substantif), les considère comme un seul mot et un phénomène d'agglutination (réunion d'éléments linguistiques) a lieu lors du passage de l'entité empruntée de la langue d'origine au peul. Ce fait est suffisamment significatif en peul, pour penser qu'il est ancien ou a toujours existé.

#### Emprunts à d'autres langues nigéro-congolaises
Ce sont des langues négro-africaines acquises lors du reflux est-ouest dans la région sahélienne entre le XIe et XIVe siècles dépendant des aires géographiques et culturelles traversées. Ce sont des langues de contacts, qui concernent au plan sociolinguistique : le commerce, les ustensiles et la faune locale.
Maninka région ouest, Guinée, Sénégal, Mali…
| Français | Maninka | Forme en peul |
| -------- | ------- | ------------- |
| Hutte    | Bugu    | Turdu         |
| Marchand | Julaa   | Julaajo       |

##### Emprunts à l'arabe
L'arabe est la langue sémitique la plus représentée au pular. Elle concerne le domaine religieux, le système calendaire et la botanique (médecine, agriculture).
| Français           | Arabe     | Forme en peul |
| ------------------ | --------- | ------------- |
| Bénir, bénédiction | Baraka    | Barka         |
| Loi                | Chari'a   | Laawol        |
| Vendredi           | Aljumu'ah | al Juma       |

On trouve dans le pular du Fuuta-Tooro (nord-est du Sénégal) et du Fuuta-Jaloo (centre et nord-ouest de la Guinée) une petite influence Tamazirt, dialecte berbère des almoravides dont le royaume s'étendait au sud du Maroc et de la Mauritanie au XIe siècle. Il concerne prioritairement les zones de contacts au Sahel, Haut-Niger, Ténéré, Tassili, Mauritanie. Sur le plan sociolinguistique, ce sont des termes concernant l'activité méhariste (le dromadaire a été acquis auprès des groupes berbères de la région) ou l'habitat (mauresque) peuls. On trouve en particulier des suffixes pluriels en -en (ex. Toronco-en « Ceux du Tôron » ; Lamanco-en « Ceux de Laman » (nom d'un chef ou d'un berger charismatique, parfois d'une région).

#### Langues de la période coloniale (XVIIIe–XXesiècles)
L'anglais et le français. Ce sont exclusivement des emprunts. Sur le plan sociolinguistique concernent : des ustensiles, tous les appareils, choses ou objets modernes n'existant pas à l'origine dans le lexique.
| Français | Anglais | Forme en peul |
| -------- | ------- | ------------- |
| pain     | bread   | bireedi       |

Saboundé vient de l'arabe sabounun. les noms peuls se terminent souvent en -ou ou en -a, Moctar en arabe devient en peul Moctarou et Fatima devient Fatoumata ou Fatimatou.
Par exemple le prénom d'origine arabe : Marouan devient en peul Marouanou ou encore Marouana.
| Français     | Forme en peul |
| ------------ | ------------- |
| Barre à mine | Baramin       |
| Docteur      | Doftooru      |
| Cigarette    | Cimé          |
| Soupe        | Souppu        |
| Sucre        | Soukar        |
| Table        | Tabal         |
| Bol          | Boliwal       |
| Savon        | Saboundè      |

## Films tournés en peul
- Tirailleurs, de Mathieu Vadepied (2022) : le protagoniste, joué par Omar Sy, s'exprime en peul[réf. souhaitée].